# Sander Zwegers
Sander Pieter Zwegers (geboren 16 april 1975 in Oosterhout) is een Nederlandse wiskundige die in 2002 in zijn proefschrift een verbinding legde tussen Maassvormen (zie ook modulaire vorm) en de zogenaamde "mock theta functions" ("namaakthètafuncties") van het Indiase genie Srinivasa Ramanujan. Deze doorbraak leidde tot een verdere opklaring van deze tot dan toe raadselachtige functies. Zwegers werd na zijn promotie onderzoeker aan het Max-Planck Instituut in Bonn, waarna hij assistent professor werd aan het University College Dublin, Ierland. Sinds 2011 is hij hoogleraar getaltheorie aan de Universiteit van Keulen in Duitsland.

## Publicaties
- Zwegers, S. P., Mock θ-Functions and Real Analytic Modular Forms, http://citeseerx.ist.psu.edu/viewdoc/download?doi=10.1.1.164.7621&rep=rep1&type=pdf in q-Series with Applications to Combinatorics, Number Theory, and Physics http://bookstore.ams.org/conm-291/
- Zwegers, S. P., Mock Theta Functions http://igitur-archive.library.uu.nl/dissertations/2003-0127-094324/inhoud.htm ISBN 90-393-3155-3, 2002
- Zwegers, S. P., Appell–Lerch sums as mock modular forms http://mathsci.ucd.ie/~zwegers/presentations/002.pdf